# Thermoplasma
Thermoplasma je rod jednobuněčných organismů, které se vyznačují extrémofilií - jsou zároveň termofilové, rostoucí při vysoké teplotě a acidofilové, potřebují nízké pH.
Buňky postrádají buněčnou stěnu a tím se poněkud podobají bakteriím mykoplasmatům. Jejich cytoplasmatická membrána je složená z lipoglykanu, tetraéterových lipidů s navázanou glukózou a manózou. Tyto tetraéterové lipidy tvoří lipidovou jednovrstvu, namísto obvyklejší lipidové dvouvrstvy tvořené fosfolipidy.
Thermoplasma má relativně malý genom, ten obsahuje 1,5 miliónů párů bází. DNA je navázána na bazické nukleoproteiny a je kolem nich svinutá do útvarů připomínající nukleozomy eukaryotních buněk.
Jsou to fakultativně anaerobní chemoorganotrofové, využívají vzdušný kyslík nebo síru a rozkládají organické látky. Optimální teplota k růstu je 55 °C a optimální pH je 2.
Popsány byly dva druhy, Thermoplasma acidophilum a Thermoplasma volcanium. Thermoplasma acidophylum se vyskytuje v hořících uhelných haldách a je to kokovitý organismus 0,5 - 2 μm velký. Thermoplasma volcanium žije v kyselých horkých půdách v okolí horkých pramenů, má nepravidelný tvar a mnoho bičíků a velikost 1 - 2 μm.